# Convento di San Benedetto alla Nave
Il convento di San Benedetto alla Nave si trova nel territorio comunale di Campagnatico, nei pressi della località di Montorsaio.

## Storia e descrizione
Posto alle pendici del Monte Leoni, soppresso nel 1751, oggi è di proprietà privata e ridotto a complesso rurale, con la chiesa diruta di cui si conservano soltanto le pareti perimetrali.
All'inizio del XIV secolo divenne rifugio dei frati fuggiaschi seguaci di fra' Dolcino, accusati di eresia, provenienti dalla Francia, poi cacciati dal beato Tommaso di Scarlino e perseguitati anche dagli abitanti dei paesi vicini. In origine monastero benedettino, passò nel XV secolo ai frati minori osservanti.